# Nuestra Señora de Cubas (Albacete)
Nuestra Señora de Cubas es un barrio de Albacete (España) situado al norte de la ciudad. Aunque sus orígenes se remontan al siglo XX, cuando se levantaron varias infraestructuras en el lugar, es uno de los barrios surgidos a principios del siglo XXI en la capital, integrado por grandes edificios de viviendas de nueva construcción. Tiene 3927  habitantes (2012).
El barrio alberga la sede de la Confederación de Empresarios de Albacete (FEDA) y de la Cámara de Comercio, Industria y Servicios de Albacete.

## Toponimia

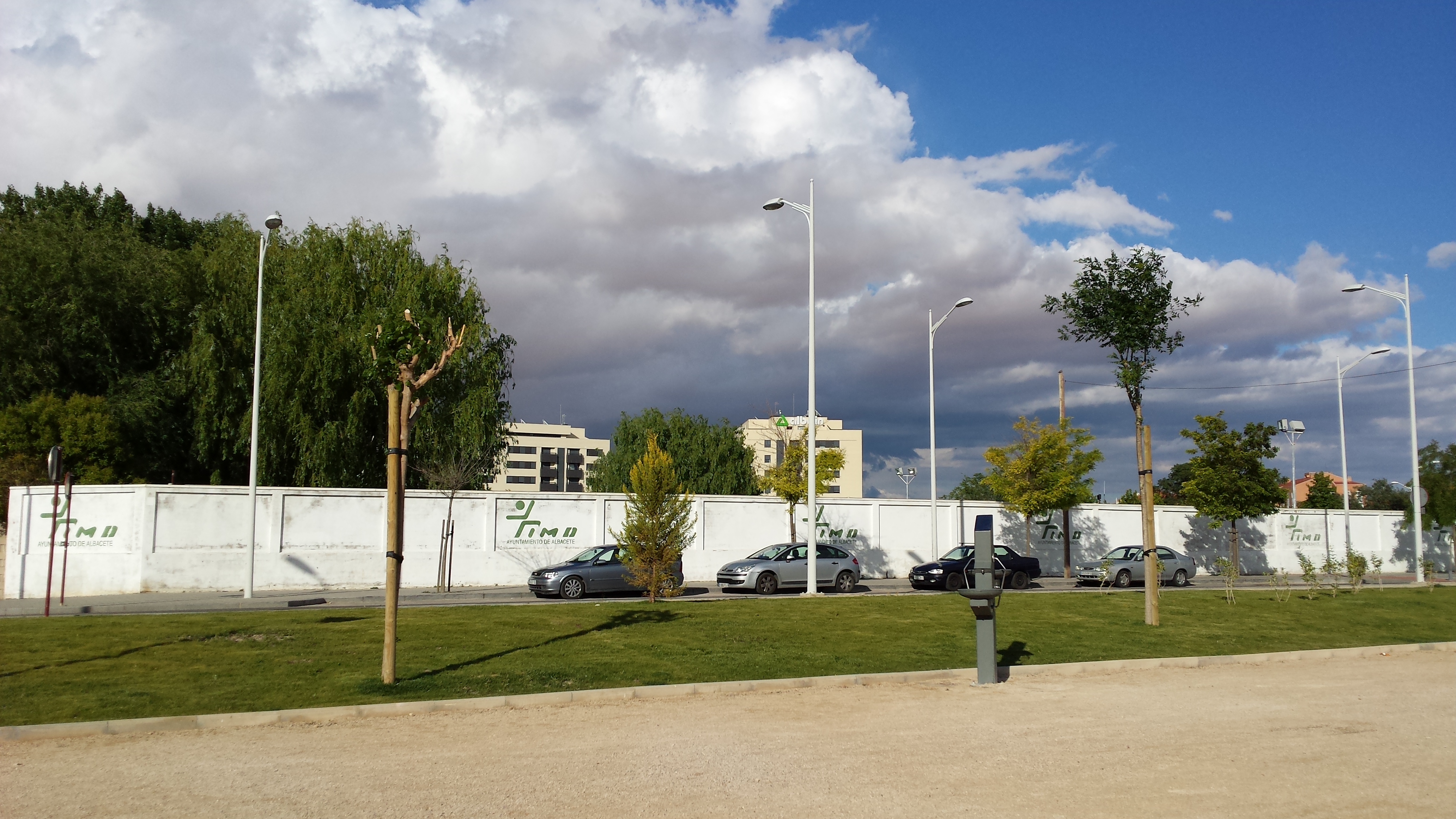
Fachada del complejo deportivo Paseo de la Cuba

El nombre del barrio procede de una ermita en la que se encuentra Nuestra Señora de Cubas situada en la pedanía de Ribera de Cubas en el municipio de Jorquera (Albacete). La relación entre la ermita y la denominación del barrio se debe a la existencia de una antigua carbonería ubicada en la zona a mediados del siglo XX cuando no existía nada más. Su propietario, Juan Antonio Valero Cano, nació en esta pedanía, de la que procede su nombre. Nuestra Señora de Cubas da también nombre a una calle del barrio.

## Geografía
El barrio de Nuestra Señora de Cubas, de forma rectangular, está situado entre el paseo de la Cuba, junto al parque Lineal, y las vías del tren. Sus límites comprenden la calle Poeta García Carbonell al sur, las calle Zamora y Nuestra Señora de Cubas al oeste, las vías del tren al este y la calle Casas Ibáñez al norte. Linda con los barrios San Antonio Abad al sur, Santa Cruz al norte e Industria al oeste.

## Demografía

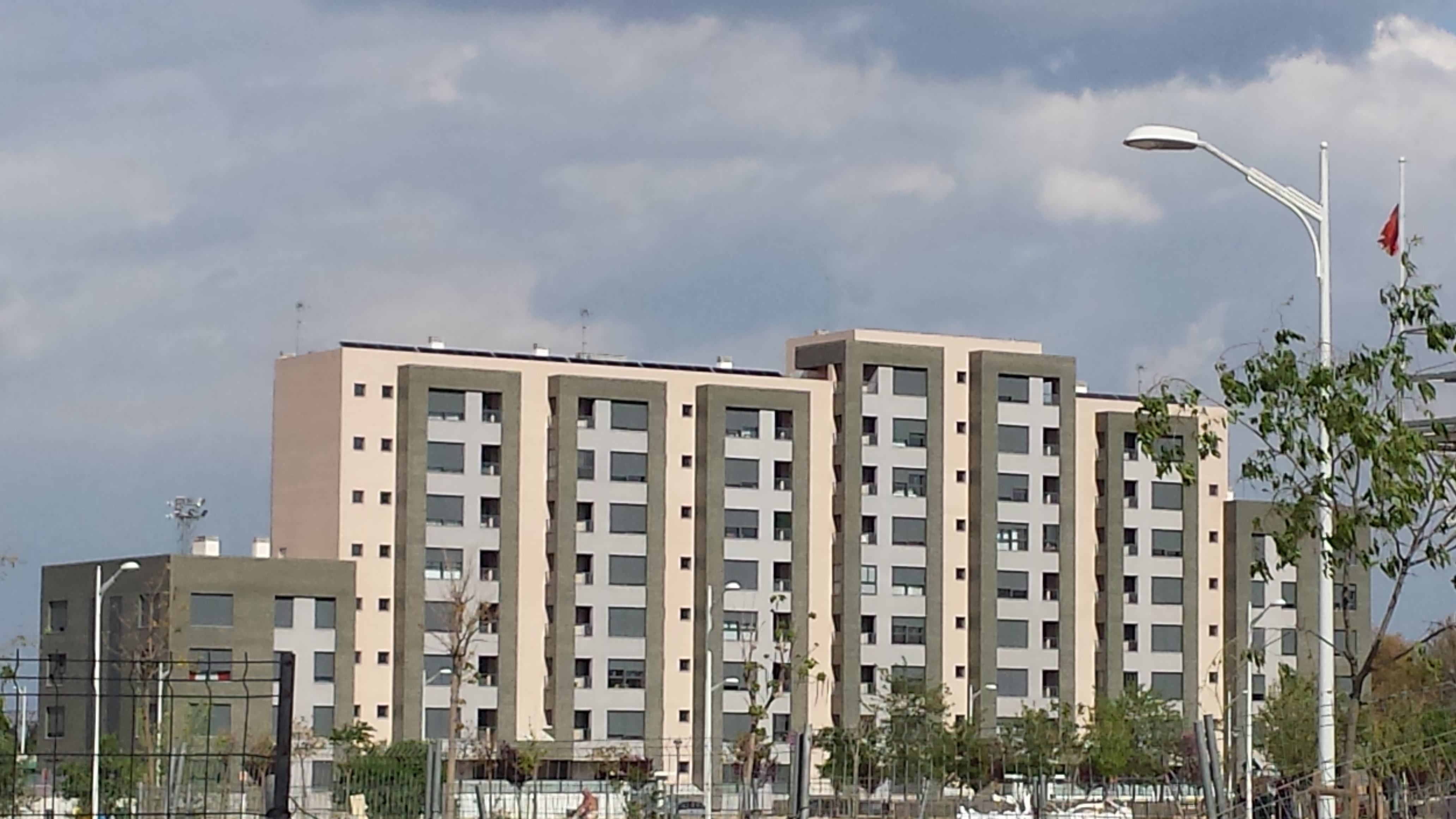
Bloque de viviendas del barrio

El barrio cuenta con una población de 3927 habitantes (2012), de los cuales 1796 son mujeres y 2131 hombres.

## Urbanismo
Nuestra Señora de Cubas fue creado en los primeros años del siglo XXI. Está formado por grandes edificios de viviendas de reciente construcción. Cuenta con amplias zonas verdes. Su zona central aloja un parque de grandes dimensiones, el parque del III Centenario.

## Deporte
El barrio alberga varias instalaciones deportivas de la capital. Es sede del complejo deportivo Paseo de la Cuba, que cuenta con piscina de verano y pistas de pádel, y del campo de fútbol municipal Gines Meléndez.

## Infraestructuras

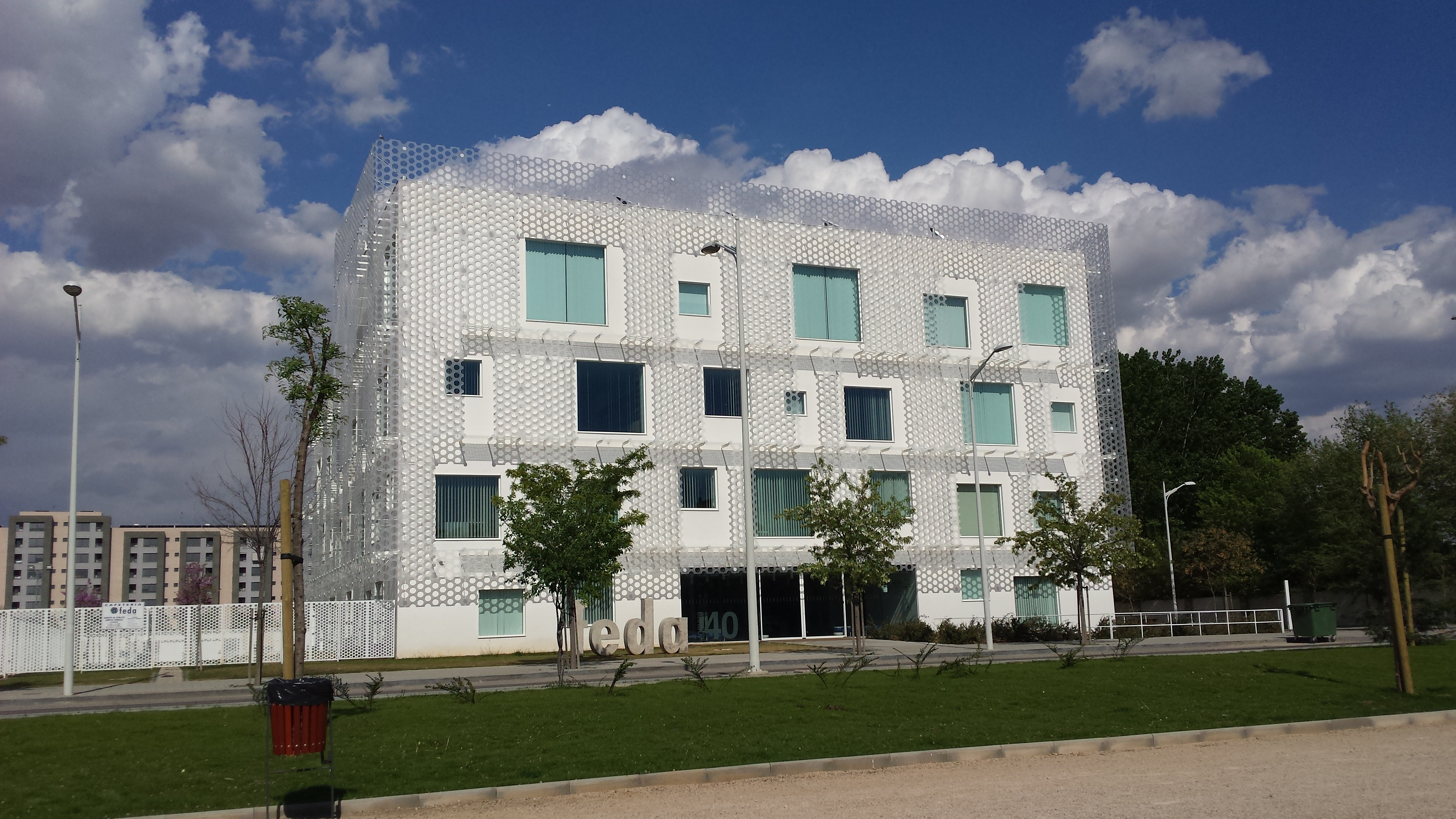
Sede de FEDA (Confederación de Empresarios de Albacete)

En el barrio se encuentra la sede de la Confederación de Empresarios de Albacete (FEDA), organización que representa a los empresarios de la provincia de Albacete desde su creación en 1977. FEDA tiene más de 15 000 empresas asociadas y 101 asociaciones sectoriales. El moderno edificio que ocupa ha sido objeto de estudio en numerosas publicaciones por su eficiencia y novedosas características. El edificio también alberga la Cámara de Comercio, Industria y Servicios de Albacete.
También se sitúa en el barrio, junto a las vías del tren, la Instalación Logística de Albacete de Adif y el Centro Especializado de Reparación de Componentes de Albacete de Renfe Fabricación y Mantenimiento.
Otra infraestructura que alberga es el antiguo silo del SENPA, cuya remodelación está prevista para convertirse en fábrica cultural.

## Industria

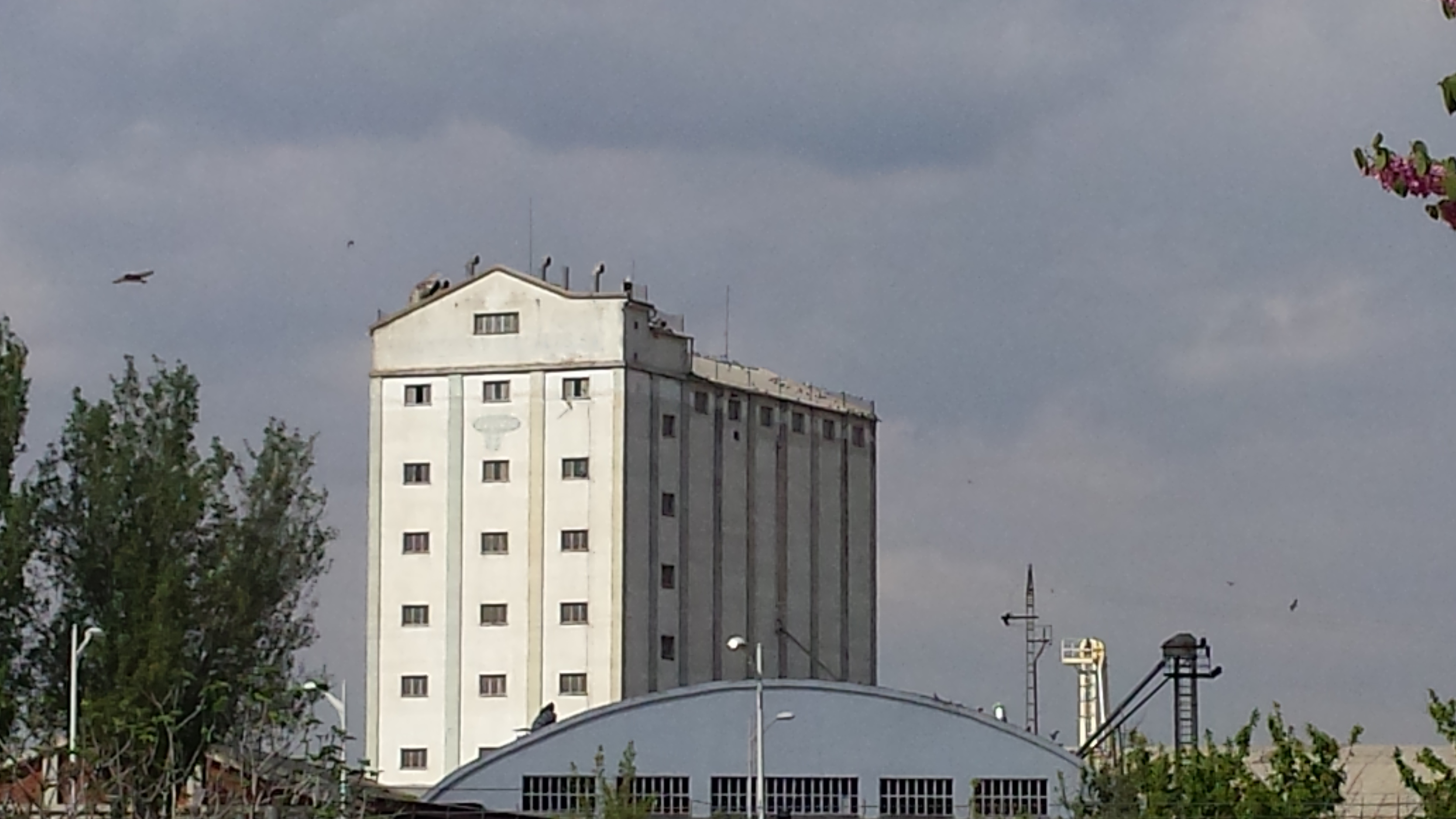
Antigua fábrica de Legumbres y Cereales de Albacete

Al noreste del barrio se ubica la fábrica de la empresa Legumbres y Cereales S. A. (Leycesa), que ocupa estas instalaciones desde 1971, con una superficie de 15 000 m². En ella se producen semillas, piensos, mezclas y cereales.
Además, al noroeste del barrio se ubica otra fábrica sin actividad. También al noroeste, junto a las vías del tren, se sitúa la factoría y el cargadero de RENFE de la empresa Hijos de Julio Montoya López S. A., dedicada a la distribución de gasóleos de la marca CEPSA.

## Transporte
El barrio queda conectado mediante las siguientes líneas de autobús urbano:
| Línea | Trayecto | Recorrido                                                        | Frecuencia    |
| ----- | --- | ---------------------------------------------------------------- | ------------- |
|       | Barrio San Pedro - Los Llanos del Águila - Parque Lineal - Parque empresarial Campollano                                                    | Recorrido Archivado el 25 de febrero de 2014 en Wayback Machine. | 15-20 minutos |
|       | Estación de ferrocarril - Estación de autobuses - Hospital General Universitario - Hospital Universitario Ntra. Señora del Perpetuo Socorro | Recorrido Archivado el 22 de febrero de 2014 en Wayback Machine. | 15-22 minutos |